# Peplosphäre
Als Peplosphäre, planetare Grenzschicht oder atmosphärische Grenzschicht (englisch atmospheric boundary layer) wird der untere Teil der Erdatmosphäre bezeichnet, der an die Erdoberfläche grenzt und insbesondere durch Bodenreibung und Erwärmung turbulenzverursachend im Zeitbereich von Stunden beeinflusst wird. Typischerweise sind dies die untersten 1,5 bis 2 Kilometer in Höhe, abhängig von Wind- und Temperaturverhältnissen.
Die Peplosphäre ist wörtlich genommen das „luftige Gewand“, die Erdoberfläche umhüllend (in Analogie zum Peplos als Kleid einer Frau).

## Besonderheiten

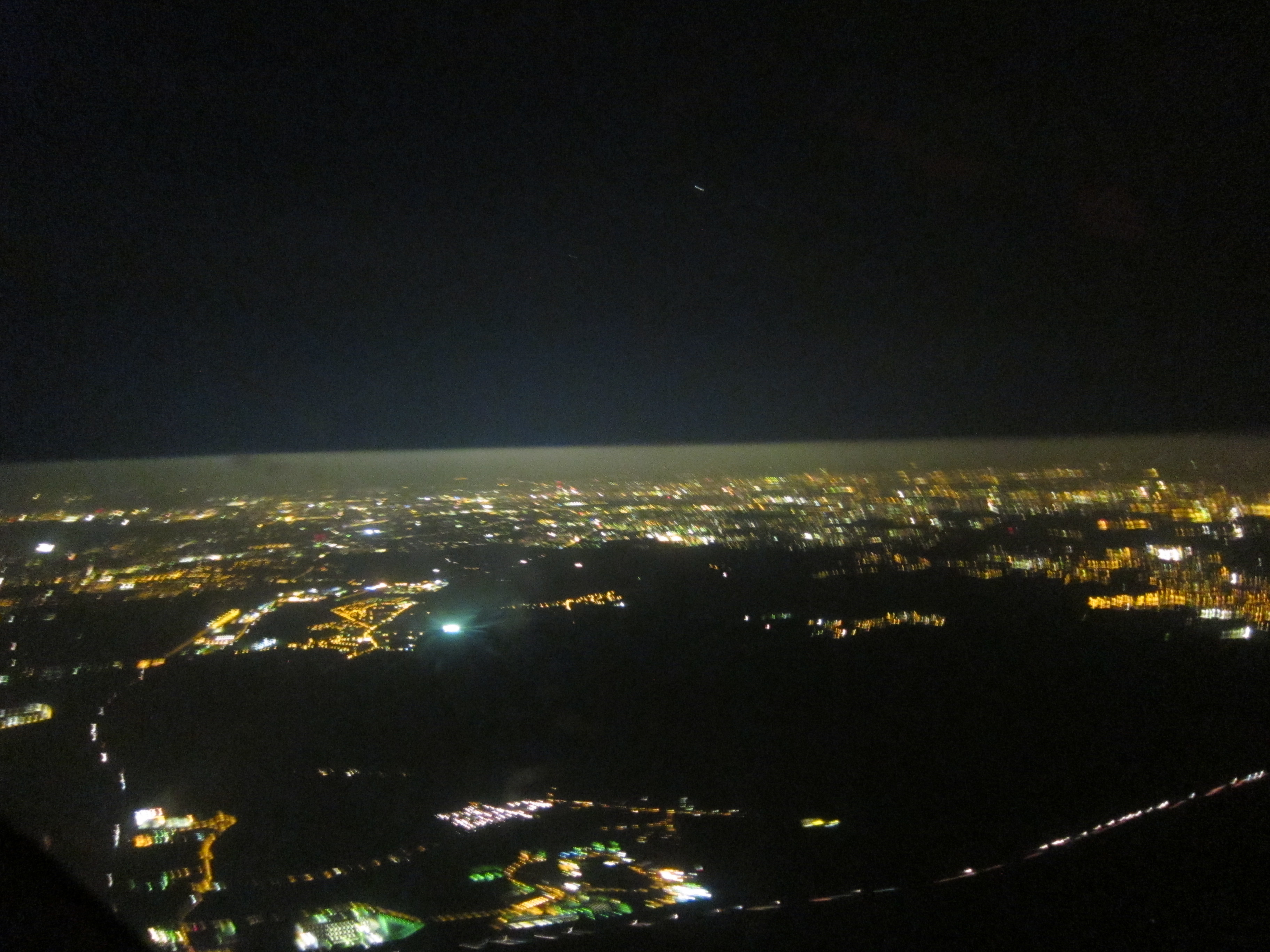
Die unterschiedliche Menge an Aerosolen oberhalb und unterhalb der planetaren Grenzschicht ist auf diesem Luftbild von Berlin deutlich zu sehen.
Unterhalb der Grenzschicht wird das Licht der Stadt stark gestreut, oberhalb davon pflanzt es sich bis in den Weltraum fort.

In dieser Grenzschicht der Atmosphäre liegt der primäre Motor des Wettergeschehens. Hier zeigt die Energieeinstrahlung der Sonne (sichtbares Licht, siehe Solarkonstante) große Auswirkungen und ebenso die Abstrahlung nach oben (Licht und Infrarot). Dadurch ist sie die turbulenteste Schicht der Atmosphäre mit einem großen Anteil an Konvektion. Unterschiedliche Wärmereflexion (Albedo) der Erdoberfläche – etwa durch Bewuchs und Neigung des Geländes – führen zu lokalen Auf-, Hang- und Abwinden, besonders unter und zwischen den Wolken (siehe Segelflug). 
Die planetare Grenzschicht ist – im Gegensatz zum größeren Teil der darüberliegenden Troposphäre (freie Atmosphäre) – dadurch gekennzeichnet, dass der geostrophische Wind durch Bodenreibung gebremst wird. Dadurch weht er nicht mehr wie in größeren Höhen parallel zu den Isobaren, sondern eher in Richtung zum tieferen Luftdruck. Das Einströmen bodennaher Luft in die Tiefdruckgebiete wird durch aliquote Ausgleichswinde knapp unter der Tropopause kompensiert. Manche von der freien Atmosphäre abweichenden Temperatur- und vor allem Windeffekte der planetaren Grenzschicht werden in größeren Höhen nahe der Tropopause durch entgegengesetzte Winde kompensiert.
In der planetaren Grenzschicht kommt es oft zur Ausbildung einer Dunstschicht durch Anreicherung von Aerosolen. Bergsteiger sehen den oberen Rand der planetaren Grenzschicht, wenn die Täler im Frühnebel liegen, die höheren Berghänge aber schon im Sonnenschein. Auch beim Durchfliegen einige Minuten nach dem Start hebt sich diese Grenzschicht vom Himmelsblau ab. In sogenannten Strahlungsnächten (klarer Himmel) zeigt dieser Atmosphärenbereich eine starke nächtliche Abkühlung durch Wärmestrahlung ins Weltall, wodurch sich Nebel und auch langandauernder Hochnebel bilden kann.